# クリスチャン・シニジェ
クリスチャン・シニジェ（Christian Sinniger）は、フランスの俳優、脚本家である。シニジェは英語読みでシニンガーとも。

## 人物・来歴
1975年（昭和50年）にはフランスのトゥールーズで俳優活動を開始している。
1981年（昭和56年）に結成されたLIF（リグ・ダンプロヴィザション・フランセーズ、フランス・インプロヴィゼーション・リーグ）に参加、そこで歌手、戯曲作家、即興実演家としての活動を行う。
1986年（昭和61年）、ジャン・シュミット監督の映画『神の道化師たち』で映画界にデビューした。その後20本あまりの映画に出演するいっぽう、1990年代の半ばに、劇団「ル・セルクル・デ・モンテール」（Le Cercle des Menteurs、「うそつきサークル」の意）を結成する。
2001年（平成13年）、フィリップ・リオレ監督に原案を提供して共同で脚本を書き、同監督の『マドモワゼル』で脚本家デビューを果たし、2004年（平成16年）にはリオレ監督の『灯台守の恋』にもオリジナル脚本を提供している。
2010年（平成22年）公開のジャン＝リュック・ゴダールの映画『ゴダール・ソシアリスム』に出演している。

## おもなフィルモグラフィ
- 『神の道化師たち』Les clowns de Dieu : 監督ジャン・シュミット、1986年 - 出演
- 『3人の逃亡者/銀行ギャングは天使を連れて』 Les fugitifs : 監督フランシス・ヴェベール、1986年 - 出演
- 『ベイビー・ブラッド』 Baby Blood : 監督アラン・ロバック、1990年 - 出演
- 『パリ空港の人々』 Tombes du ciel : 監督フィリップ・リオレ、1993年 - 出演
- 『マドモワゼル』 Mademoiselle : 監督フィリップ・リオレ、2001年 - 脚本・原案・出演
- 『WASABI』 Wasabi : 監督リュック・ベッソン、2001年 - 出演
- 『灯台守の恋』 L'equipier : 監督フィリップ・リオレ、2004年 - 脚本・原案
- 『アルティメット2 マッスル・ネバー・ダイ』 Banlieue 13 - Ultimatum : 監督パトリック・アルサンドラン、2009年 - 出演
- 『ゴダール・ソシアリスム』、監督ジャン＝リュック・ゴダール、2010年

## 関連事項
- インプロヴィゼーション・リーグ （fr:Ligue d'improvisation）

## 註
1. 1 2  fr:Christian Sinniger（17 juillet 2009 à 16:49）の記述を参照。
2. ↑  Internet Movie Databaseの「Christian Sinniger」の項、およびワイルド・バンチによる公式サイト「Socialisme」の記述を参照。2009年7月18日閲覧。